# Leptothorax theryi
Leptothorax theryi är en myrart som beskrevs av Santschi 1921. Leptothorax theryi ingår i släktet smalmyror, och familjen myror. Inga underarter finns listade i Catalogue of Life.